# Паттерсон, Джон Малкольм
Джон Малкольм Паттерсон (англ. John Malcolm Patterson; 27 сентября 1921, Голдвилл, Алабама — 4 июня 2021, там же) — американский политик, 44-й губернатор Алабамы (1959—1963), генеральный прокурор Алабамы (1955—1959).

## Биография
Джон Паттерсон родился 27 сентября 1921 года в Голдвилле (округ Таллапуса, штат Алабама) в семье школьных учителей Альберта Лава Паттерсона (Albert Love Patterson) и Агнес Луизы Паттерсон, урождённой Бенсон (Agnes Louise Patterson, née Benson). Альберт Паттерсон впоследствии работал директором школ, расположенных в алабамских округах Куса и Клей, а затем стал заниматься адвокатской практикой в Финикс-Сити.
В 1940 году (по другим данным, в 1939 году) Паттерсон был призван в Армию США. Во время Второй мировой войны он был артиллеристом, служил в Северной Африке, Италии (в частности, на Сицилии), южной Франции и Германии. Он окончил армейскую службу в 1945 году в звании майора.
После возвращения из армии Паттерсон поступил в Алабамский университет, где изучал политологию. Затем он продолжил обучение в школе права Алабамского университета, которую окончил в 1949 году, получив степень бакалавра права (LL.B.). После этого он стал работать вместе со своим отцом.
В 1951 году Паттерсон был опять призван в армию в связи с началом Корейской войны. В этот период он находился в Европе и в военных действиях не участвовал. В декабре 1953 года он вернулся в Финикс-Сити и снова присоединился к адвокатскому бизнесу своего отца.
В 1954 году Альберт Паттерсон начал борьбу за пост генерального прокурора Алабамы, обещая противостоять организованной преступности. 18 июня 1854 года, вскоре после того, как стало известно, что он победил на первичных выборах от демократической партии, он был убит. После этого Джон Паттерсон выставил свою кандидатуру и победил на выборах, вступив в должность генерального прокурора Алабамы в январе 1955 года в возрасте 33 лет. Этим событиям был посвящён фильм «История в Феникс-сити» режиссёра Фила Карлсона, вышедший на экраны в 1955 году. Роль Джона Паттерсона в этом фильме исполнил актёр Ричард Кайли.
В 1958 году Паттерсон принял участие в выборах губернатора Алабамы. Сначала он выиграл первичные выборы от демократической партии, где его главным соперником был Джордж Уоллес (в решающем туре, состоявшемся 3 июня 1958 года, Паттерсон набрал 55,74 % голосов, а Уоллес — 44,27 %). Затем, в ноябре 1958 года, Паттерсон участвовал в выборах губернатора, на которых его соперником был кандидат от республиканской партии Уильям Лонгшор (William Longshore). Набрав 88,22 % голосов избирателей, Паттерсон победил, вступив в должность губернатора Алабамы 20 января 1959 года. Заняв этот пост в возрасте 37 лет, он стал одним из самых молодых губернаторов Алабамы за всю историю штата. 
Согласно тогдашней конституции Алабамы, нельзя было находиться на посту губернатора штата два срока подряд. Поэтому в следующих губернаторских выборах, состоявшихся в 1962 году, Паттерсон не участвовал, оставив свой пост в январе 1963 года. В 1966 году он опять предпринял попытку побороться за пост губернатора, но проиграл на первичных выборах от демократической партии, в ходе которых он занял лишь шестое место, набрав 3,49 % голосов.
Джон Паттерсон скончался 4 июня 2021 года в Голдвилле (штат Алабама).